# جنجال کاریکاتورهای محمد در یولاندز پستن

کاریکاتورهای جنجال بر انگیز محمد، طوری که اولین بار در یولاندز-پستن در سپتامبر ۲۰۰۵ منتشر شدند (نسخه انگلیسی). تیتر "Muhammeds ansigt"، یعنی "چهره محمد".

جنجال کاریکاتورهای محمد در یولاندز-پستن (یا بحران کاریکاتورهای محمد) (به دانمارکی: Muhammedkrisen) بعد از این شروع شد که روزنامه دانمارکی یولاندز-پستن ۱۲ کاریکاتور ویراستاره در ۳۰ سپتامبر ۲۰۰۵ منتشر کرد، که بیشتر آنها محمد، شخصیتی اصلی از دین اسلام را به تصویر می کشیدند. روزنامه اعلام کرد که این تلاشی بوده است تا به بحث در رابطه با نقد اسلام و خودسانسورگری کمک کند.
چاپ کاریکاتورهایی از محمد در این روزنامهٔ دانمارکی باعث واکنش شدید مسلمانان شد. این روزنامه پس از آن از اتهام هتک حرمت تبرئه شد.

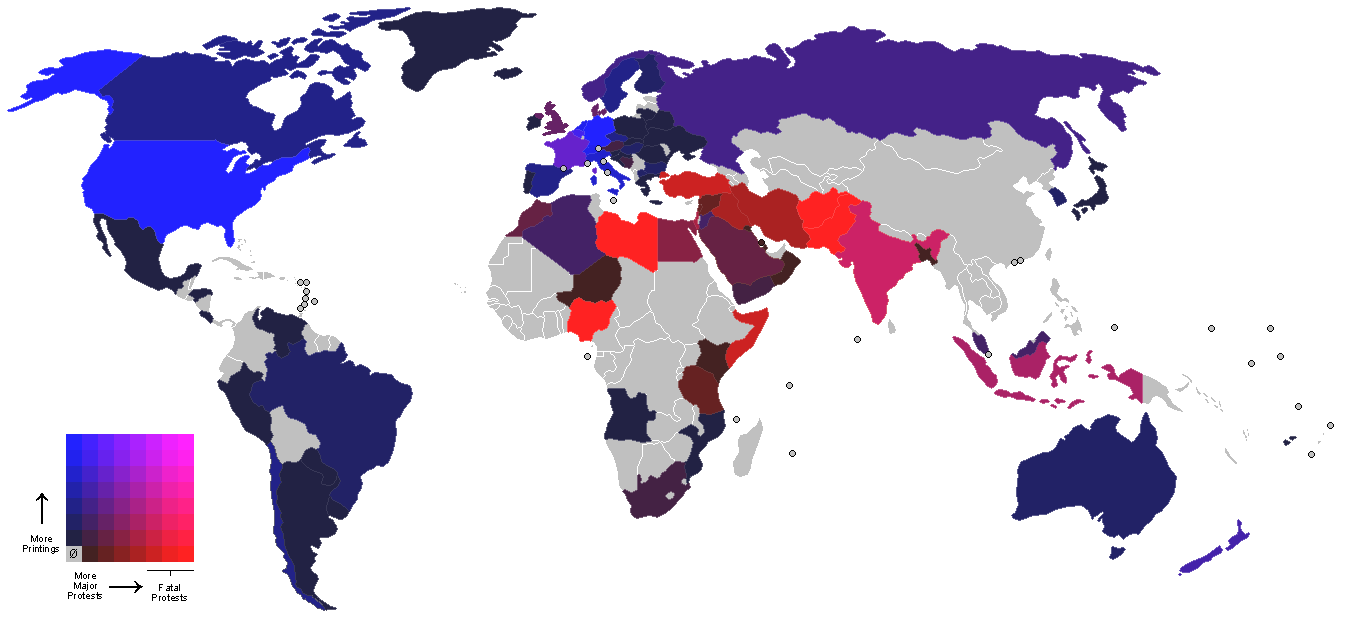
واکنش‌های بین‌المللی بر کاریکاتورهای محمد در یولاندز پستن آزادی بیان در کشورها

یکی از کاریکاتوریست‌ها در عملی انتقادی، نقاشی کشیده بود که در آن کودکی به نام محمد به کنایه روی تخته‌سیاه می‌نویسد: مقاله‌نویس‌های یولند پستن همه راستگرا و تحریک‌کننده هستند. این کاریکاتوریست هم تهدید به مرگ شد.
این کاریکاتورها در نشریات کشورهای فرانسه، اسپانیا، ایتالیا، آلمان، نروژ، هلند، سوئیس، لهستان و جمهوری چک چاپ شد. همچنین در سال ۲۰۰۸ پس از آنکه پلیس سه نفر را به اتهام توطئه برای قتل طراح کاریکاتورها دستگیر کرد چندین نشریه دانمارکی اقدام به چاپ مجدد این کاریکاتورها کردند. افزون بر دانمارک، نشریات در کشورهای سوئد، اسپانیا و هلند ضمن گزارش دستگیری مظنونان، کاریکاتورها را منتشر کردند.